# Kotajärvi (sjö i Finland, Mellersta Finland, lat 62,95, long 24,58)
Kotajärvi är en sjö i Finland. Den ligger i kommunen Karstula i landskapet Mellersta Finland, i den centrala delen av landet, 300 km norr om huvudstaden Helsingfors. Kotajärvi ligger 194 meter över havet. Den är 1,9 meter djup. Arean är 43,1 hektar och strandlinjen är 3,38 kilometer lång. Sjön  ingår i Kymmene älvs huvudavrinningsområde.   Den ligger vid sjöarna Pirttijärvi och Hanhilampi. I omgivningarna runt Kotajärvi växer i huvudsak blandskog.
I övrigt finns följande vid Kotajärvi:
- Hanhilampi (en sjö)